# Уилфрид де Глен
Уилфрид де Глен (англ. Wilfrid Gabriel de Glehn; 1870—1951) — английский художник-импрессионист, член Королевской академии художеств с 1932 года.

## Биография
Родился в 1870 году в Сиденгаме, Лондон, в семье Александра де Глена (англ. Alexander de Glehn) и Луизы Крейтон (англ. Louise Creighton).
После обучения вместе со своим братом Луи в Брайтон-колледже (англ. Brighton College), Уилфрид изучал искусство в колледже Royal College of Art в Южном Кенсингтоне, затем в Школе изящных искусств в Париже. И уже в 1890—1893 годах он помогал художникам Эдвину Эбби и Джону Сардженту в росписи зала Morgan Hall Бостонской публичной библиотеки.
Выставлял свои работы в Риме в 1894 году и в Париже в 1895 году. Впервые выставлялся в Королевской академии художеств в 1896 году. Был избран в Société des Artistes Français.
Жил в Уилтшире в деревне Stratford Tony, куда переехал в 1942 году. Умер 11 мая 1951 года в собственном доме в Stratford Tony.

### Личная жизнь
В 1904 году женился на американской художнице Джейн Эммет. Медовый месяц молодожены провели в Корнуолле, Англия, затем отдыхали в Париже и Венеции и приобрели дом в Лондоне. Супруги были друзьями и частыми попутчиками американского художника Джона Сарджента, с которым Джейн познакомилась в 1890 году в обществе танцовщицы Карменситы (англ. Carmencita). Между 1905—1915 годами трио художников часто писали портреты друг друга во время путешествия по Европе.
В январе 1915 года Уилфрид и Джейн были зачислены в штат британского госпиталя во Франции — Hôpital Temporaire d’Arc-en-Barrois, департамент Верхняя Марна. По возвращении в следующем году в Англию, Уилфрид был мобилизован в действующую армию и отправлен на фронт в Италию, куда уехал вместе с женой. После войны они вернулись в Англию и в течение следующего десятилетия проводили лето в Корнуолле, а зиму — во Франции. Детей у них не было.